# STEP IN TO THE NEW WORLD!
『STEP IN TO THE NEW WORLD!』（ステップ イン トゥ ザ ワールド）は、2013年4月17日にMAD PRAY RECORDSから"土屋アンナ<愛愛傘>氣志團"名義でリリースされたコラボシングル。

## 解説
モデル、女優でアーティストの土屋アンナとロックバンド・氣志團が、コラボレーションユニット「土屋アンナ<愛愛傘>氣志團」を結成してリリースしたシングル。
表題曲「STEP IN TO THE NEW WORLD!」は2組が出演する日本クラフトフーズのガム「ストライド」「ストライドストライプ」のCMソング。本作のコラボは、「ストライド」に氣志團、「ストライドストライプ」に土屋アンナが起用されたことがきっかけで実現し、同曲は両CMソングに採用された。

## 収録曲
| 全作詞: ANNA、全作曲: J. T. ハーディング、全編曲: 日比野裕史、氣志團。 |                                             |      |                                 |      |
| #                                                                      | タイトル                                    | 作詞 | 作曲・編曲                      | 時間 |
| 1.                                                                     | 「STEP IN TO THE NEW WORLD!」               | ANNA | J. T. ハーディング （ 英語版 ） | 3:44 |
| 2.                                                                     | 「STEP IN TO THE NEW WORLD!」(instrumental) | ANNA | J. T. ハーディング （ 英語版 ） | 3:46 |

| #  | タイトル                                            | 作詞 | 作曲・編曲 |
| -- | --------------------------------------------------- | ---- | ---------- |
| 1. | 「STEP IN TO THE NEW WORLD!」(ミュージック・ビデオ) |      |            |
| 2. | 「MAKING OF MUSIC VIDEO」                           |      |            |